# 興利倭船
興利倭船（こうりわせん）とは、室町時代、日本から朝鮮へ交易のみを目的に訪れた商船のことを指す。別名興利船。
朝鮮王朝建国期において前期倭寇が猛威を振るっており、朝鮮王朝は交易の利を持って倭寇の沈静化を図った。九州探題や守護・国人のような大勢力に対しては外交と公貿易を兼ねた通交が許可され、それら通交使節を派遣する船は使送船と呼ばれた。一般庶民に対しても朝鮮に来港し自由に交易を行うことが許可され、こうして派遣された交易船は興利倭船、交易のみを目的として訪れる日本人は興利倭人もしくは興利倭と呼ばれた。
興利倭船の担い手は平常は漁を行なっているような庶民であり、使送船のように胡椒・丹木・銅のような高価な物資を取り扱うことはできず、塩や魚をもって米穀に替えていた。
興利倭は倭寇の転身したものであり、明で倭寇を働きその略奪品を持って朝鮮へ交易に訪れる、あるいは船中に武器を携帯し防備の厚い所では交易を行う一方、防備の薄い所では倭寇と化す者もあり、朝鮮王朝にとって油断のならない相手であった。1400年、朝鮮王朝は興利倭船の入港場を釜山浦・薺浦（慶尚南道昌原市）に限定するが徹底されず、1407年に居住地領主の行状（渡航証明書）の所持が義務化される。こうした入港場の制限は興利倭の生活を困窮させるものであり、1427年に倭寇出身の対馬の実力者早田左衛門太郎が慶尚道全域において任意に交易出来るよう朝鮮王朝に請願するが拒絶され、代わりに塩浦（蔚山広域市）のみ入港場に追加された。その後も早田氏・宗氏により入港場の増設が請願されるが許可されることはなかった。入港場の制限に伴い、取引相手が付かず長期滞在し、民家に散入し押し売りを働く興利倭が出現する。朝鮮王朝はそうした買い手の付かない物については王朝が買い取ることで興利倭船の早期出港を図ることになる。
こうした興利倭船はみな対馬を根拠地としていたと考えられている。朝鮮王朝建国当初においては対馬以外の地域からも興利倭船が派遣されていたが、入港場の制限・行状所持の義務化・文引制の施行等、通交統制が進み通交経費の増加に伴い、対馬以外の地域から派遣される興利倭船は姿を消すことになる。
1510年、三浦の乱において宗氏及び恒居倭（三浦に定住していた日本人）の蜂起が失敗に終わると、壬申約条において興利倭船は禁止され、以降姿を消した。